# Abalakovo
Abalakovo, naselje u zapadnom Sibiru, na rijeci Jenisej, južno od Jenisejska (Enisejsk), RSFSR. Centar drvne industrije; tvornice umjetnog vlakna i papira. Završna stanica željezničke pruge iz Ačinska. U selu žive danas rusificirani Kamasinci, jedno od samojedskih plemena.